# Gilmar Rinaldi
Gilmar Luís Rinaldi (* 13. ledna 1959, Erechim) je bývalý brazilský fotbalový brankář a reprezentant. Mistr světa z roku 1994 v USA. Získal stříbrné medaile na Letních olympijských hrách 1984 v USA po finálové prohře 0:2 s Francií.

Mimo Brazílie chytal v Japonsku, kde ukončil svou profesionální hráčskou kariéru v týmu Cerezo Ósaka.
Celkem odehrál za Seleção (brazilský národní tým) 9 zápasů v letech 1986–1995.
Zápasy Gilmara Rinaldiho za A-mužstvo Brazílie
| Rok    | Zápasy | Góly |
| ------ | ------ | ---- |
| 1986   | 2      | 0    |
| 1987   | 2      | 0    |
| 1988   | 0      | 0    |
| 1989   | 0      | 0    |
| 1990   | 0      | 0    |
| 1991   | 0      | 0    |
| 1992   | 2      | 0    |
| 1993   | 1      | 0    |
| 1994   | 0      | 0    |
| 1995   | 2      | 0    |
| Celkem | 9      | 0    |